# 라오스-태국 관계
라오스와 태국은 그들의 전신인 란쌍 왕국과 아유타야 왕국 시절인 15세기부터 양자 관계를 유지해 왔다. 두 국가는 국경을 접하고 있으며, 언어적 및 문화적 유사성을 표현하고 있다. 라오스의 란쌍 왕국은 18세기 초까지 태국 북동부 전역을 포함하고 있었다. 태국의 북동부 지역인 이산은 특히 강한 라오스의 뿌리를 가지고 있다. 언어적으로 이산 지역 주민들, 즉 태국 인구의 3분의 1은 이산어를 사용하는데, 이는 라오어의 방언이다. 외교는 메콩강을 중심으로 이루어졌으며, 메콩강을 "진정한 평화와 우정의 강"으로 만들자는 내용이 1976년 양국 총리의 성명에서 명시되었다.
현대 국가 간 외교 관계는 1950년에 수립되었지만, 국경 간 협력은 냉전 말기에 시작되었다.

## 역사

### 라오스의 반태국 정서
라오스와 태국의 관계는 긴장으로 특징지어져 왔다. 고대부터 라오스는 시암의 영토 확장을 반대해 왔다. 라오스의 대리 통치자들은 프랑스령 인도차이나의 프랑스 식민 당국에 코랏고원에서 상실된 라오스 영토와 시암에 있는 에메랄드 불상의 반환을 프랑스가 요구해 줄 것을 요청하였다.  공산주의 통치하에 독립을 달성한 이후, 현재 라오스 정부는 친베트남 성향을 보여 왔다. 태국의 영향력은 사회주의 성향의 라오스 사회 내에서 의심의 대상이 되고 있다.

## 상호 지원
2012년, 태국 정부는 라오스의 두 인프라 사업에 대해 차관 지원을 제공하기로 합의하였다. 첫 번째 차관은 7억 1,800만 바트를 초과하는 규모로, 태국 우따라딧주의 푸두 검문소에서 라오스 사이냐불리주의 박라이구까지 이어지는 33km 도로 건설을 위한 자금으로 사용되었다. 두 번째 차관은 8,400만 바트를 초과하는 규모로, 참파사크주의 팍세 국제공항 개발 2단계 사업에 지원되었다.
2011년 10월, 라오스 정부는 태국 중부 지역에서 발생한 홍수 피해자들과의 연대의 표시로 태국 정부에 150만 바트를 전달하였다.

## 국빈 방문
2010년 12월, 태국 총리 아피싯 웨차치와는 양국 수교 60주년을 기념하여 라오스를 방문하였다. 그는 "태국 정부의 정책은 민간 부문과 국영 기업이 라오스에 투자하도록 장려하는 동시에, 지역 사회에 이익을 주고 환경을 보호하는 기업의 사회적 책임(CSR)을 강화하는 것"이라고 밝혔다.
2012년 5월 31일, 라오스 정부수상 통싱 탐마봉이 태국 총리 잉락 친나왓을 방문하였다.